# Kjusebo (naturreservat)
Kjusebo är ett naturreservat i Kinda kommun i Östergötlands län.
Området är naturskyddat sedan 2013 och är 33 hektar stort. Reservatet omfattar en höjd med en brant vid sydvästra stranden av Kjusebosjön. Reservatet består av barrblandskog med inslag av lövträd.